# ATC kod A01
ATC kod A01 Stomatološki preparati su terapeutska podgrupa sistema za anatomsko terapeutsko hemijsku klasifikaciju. Ovaj sistem alfanumeričkih kodova je razvio  za klasifikaciju lekova i drugih medicinskih proizvoda.  Podgrupa A01 je deo anatomske grupe A Alimentarni trakt i metabolizam.

Kodovi za veterinarsku upotrebu (ATCvet kodovi) se mogu formirati stavljanjem slova Q ispred humanih ATC kodova: QA01... 
Nacionalna izdanja ATC klasifikacije mogu da obuhvataju dodatne kodove koji nisu prisutni na ovoj listi.

## A01AStomatološkipreparati

### A01AAKarijesniprofilaktički agensi
A01AA01 Natrijum fluorid
A01AA02 Natrijum monofluorofosfat
A01AA03 Olaflur
A01AA04 Stano fluorid
A01AA30 Kombinacije
A01AA51 Natrijum fluorid, kombinacije

###A01AB Antiinfektivi i antiseptici za lokalni oralni tretman
A01AB02 Vodonik peroksid
A01AB03 Hlorheksidin
A01AB04 Afhotericin B
A01AB05 Polonoksilin
A01AB06 Domifen
A01AB07 Oksihinolin
A01AB08 Neomicin
A01AB09 Mikonazol
A01AB10 Natamocin
A01AB11 Razno
A01AB12 Heksetidin
A01AB13 Tetraciklin
A01AB14 Benzoksonijum hlorid
A01AB15 Tibezonijum jodid
A01AB16 Mepartricin
A01AB17 Metronidazol
A01AB18 Klotrimazol
A01AB19 Natrijum perborat
A01AB21 Hlortetraciklin
A01AB22 Doksiciklin
A01AB23 Minociklin

###A01AC Kortikosteroidiza lokalni oralni treatman
A01AC01 Triamcinolon
A01AC02 Deksametazon
A01AC03 Hidrokortizon
A01AC54 Prednisolon, kombinacije

###A01AD Drugi agensi za lokalni oralni tretman
A01AD01 Epinefrin
A01AD02 Benzidamin
A01AD05 Acetilsalicilna kiselina
A01AD06 Adrenalon
A01AD07 Amleksanoks
A01AD08 Bekaplermin
A01AD11 Razno